# Geseke Cletzen
Geseke Cletzen († 1447 oder 1448 in Hamburg) war die Stifterin des St. Elisabeth-Spitals in Hamburg.

## Leben und Wirken
Geseke Cletzen war die Tochter des Hamburger Ratsherren Albert Schreye und dessen Gattin Margarethe Rhode. Sie heiratete in erster Ehe den Hamburger Ratsherrn Siegfried Clingspor. Aus dieser Ehe gingen die Kinder Henneke und Gerborch hervor, die vor ihrer Mutter verstarben. Nach dem Tod Siegfried Clingspors 1406 heiratete sie 1410 Johann Cletzen, der 1411 Ratsmitglied in Hamburg wurde, nachdem am Aufstand von 1410 als gewählter Vertreter des Kirchspiels St. Jacobi teilhatte. Das Ehepaar wohnte in einem Haus auf dem Burstah und kaufte mehrere Brau- und Wohnhäuser in der Hansestadt.
Während des Dänisch-Hanseatischen Kriegs versuchten Truppen der Städte Hamburg und Lübeck, Flensburg zu erobern, scheiterten jedoch. Johann Cletzen wurde für das Scheitern des Angriffs verantwortlich gemacht und aus diesem Grund am 16. Januar 1429 hingerichtet. Johann Cletzen verfasste gemeinsam mit Geseke ein Testament, in dem er festlegte, dass sein komplettes Vermögen für eine fromme Stiftung genutzt werden sollte. Geseke Cletzen kam dem Wunsch ihres verstorbenen Gatten nach. Sie gestaltete das ehemalige Wohnhaus zu einem Hospital um. In dem Haus, das Platz für 20 verarmte, kranke und auch bettlägerige Bewohner bot, lebten schon zu Beginn ausschließlich Frauen.
1427 verlor der Hamburger Bürgermeister Hein Hoyer einen Seekampf gegen die dänische Marine. Anschließend verbrachte er gemeinsam mit zwei Ratsleuten und zahlreichen Hamburgern mehrere Jahre in Kriegsgefangenschaft, von der Hoyer 1432 nach Hamburg heimkehrte. Zum Gedenken an die bei der Schlacht gestorbenen Personen gründete er gemeinsam mit Geseke Cletzen und Simon von Utrecht die Bruderschaft St. Elisabeth, die vom Hamburger Rat und Graf Adolf VIII. bestätigt wurde. Die Bruderschaft übernahm die Verwaltung des von Geseke Cletzen gestifteten Hospitals und einer Kapelle Elisabeth von Thüringens, die sich in St. Nikolai befand. Geseke Cletzen hatte bis zu ihrem Tod eine führende Rolle innerhalb der Bruderschaft inne.  Sie verfügte über umfangreiche Kenntnisse der wirtschaftliche, sozialen und ecclesiastischen Strukturen der Stadt. Trotz der Stiftung des Hospitals in Johanns Angedenken besaß sie ein großes Vermögen.
Geseke Cletzen erwarb 1440 einen Garten und kümmerte sich um die Versorgung der Kinder ihres Bruders Dietrich (auch Tydeke genannt) Schreye, der 1420 im Krieg um Bergedorf gefallen war. Dies zeigt ihr 1443 verfasstes Testament, in dem umfangreiche, wertvolle Haushaltsgegenstände, zahlreiche Kleider, 16 Mark in Form von Salzrenten, mehr als 20 Mark sowie acht rheinische Gulden Bargeld aufgeführt sind. Diese vermachte sie Klöstern des Kartäuserordens in Stettin, Rostock, Hildesheim, Ahrensbök und Frankfurt am Main. Es fällt auf, dass sie in besonderem Maße ihre Magd Greteke Puttfarken und befreundete Frauen durch ihr Erbe versorgte, namentlich genannt werden eine Anneke Grise und die Begine Wibke Roslevesdorf. Erwähnt werden auch die Verwandten Mette Cordes und Abelke Reuverdes. Weitere Teile ihres Vermögens erbte eine Stipendiatsstiftung, die ihr Vater Albert Schreye gegründet hatte.